# Вёшки (Псковская область)
Вёшки — деревня в Карамышевской волости Псковского района Псковской области России.

## География
Расположена в 13 км к востоку от села Карамышево и в 57 км к востоку от центра города Пскова.

## Население
| 2001 | 2002 | 2010 |
| ---- | ---- | ---- |
| 48   | ↘42  | ↗45  |

## История
До 1 января  2010 года деревня входила в состав ныне упразднённой Выставской волости.